# Pink Lady (Cocktail)

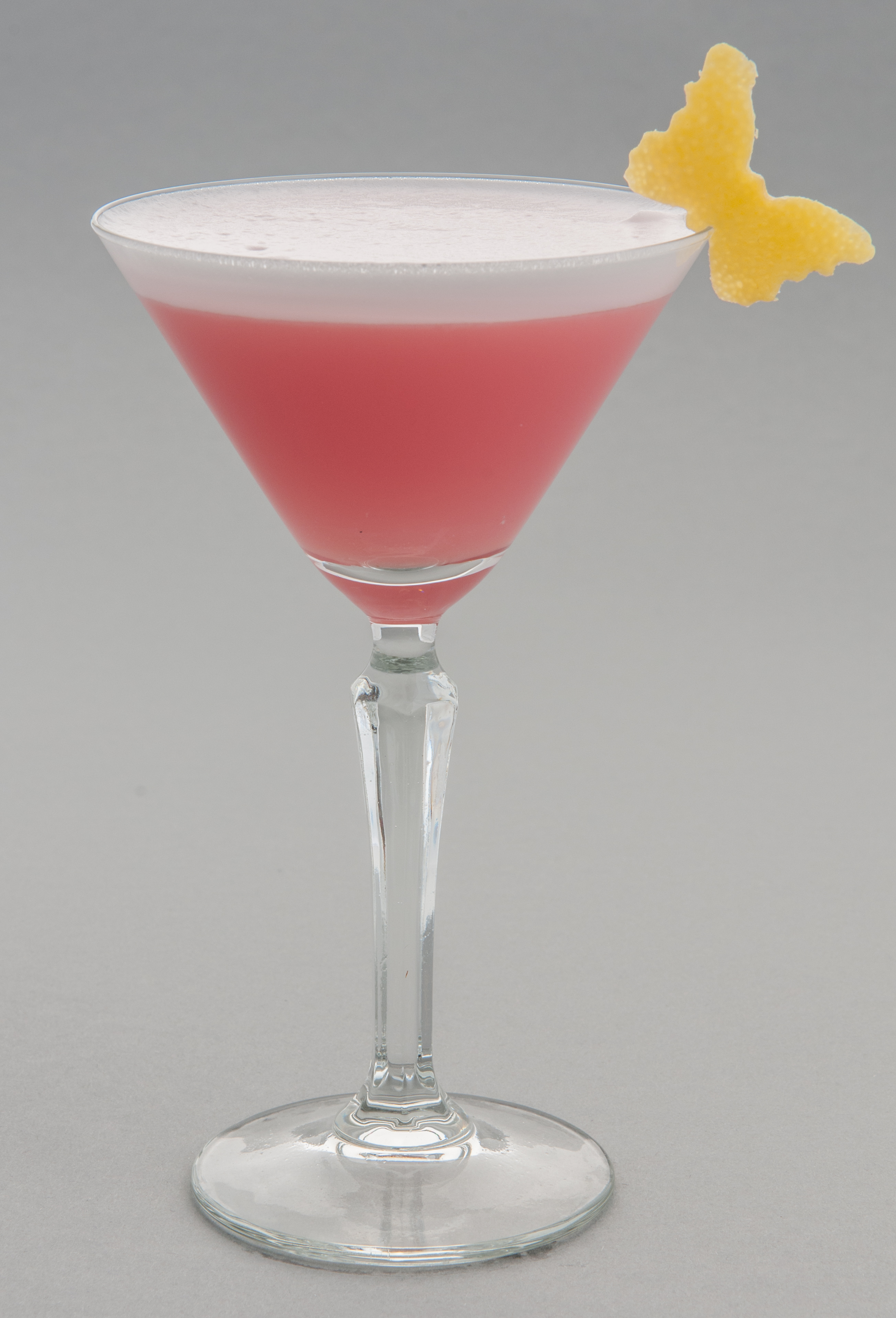
Pink Lady

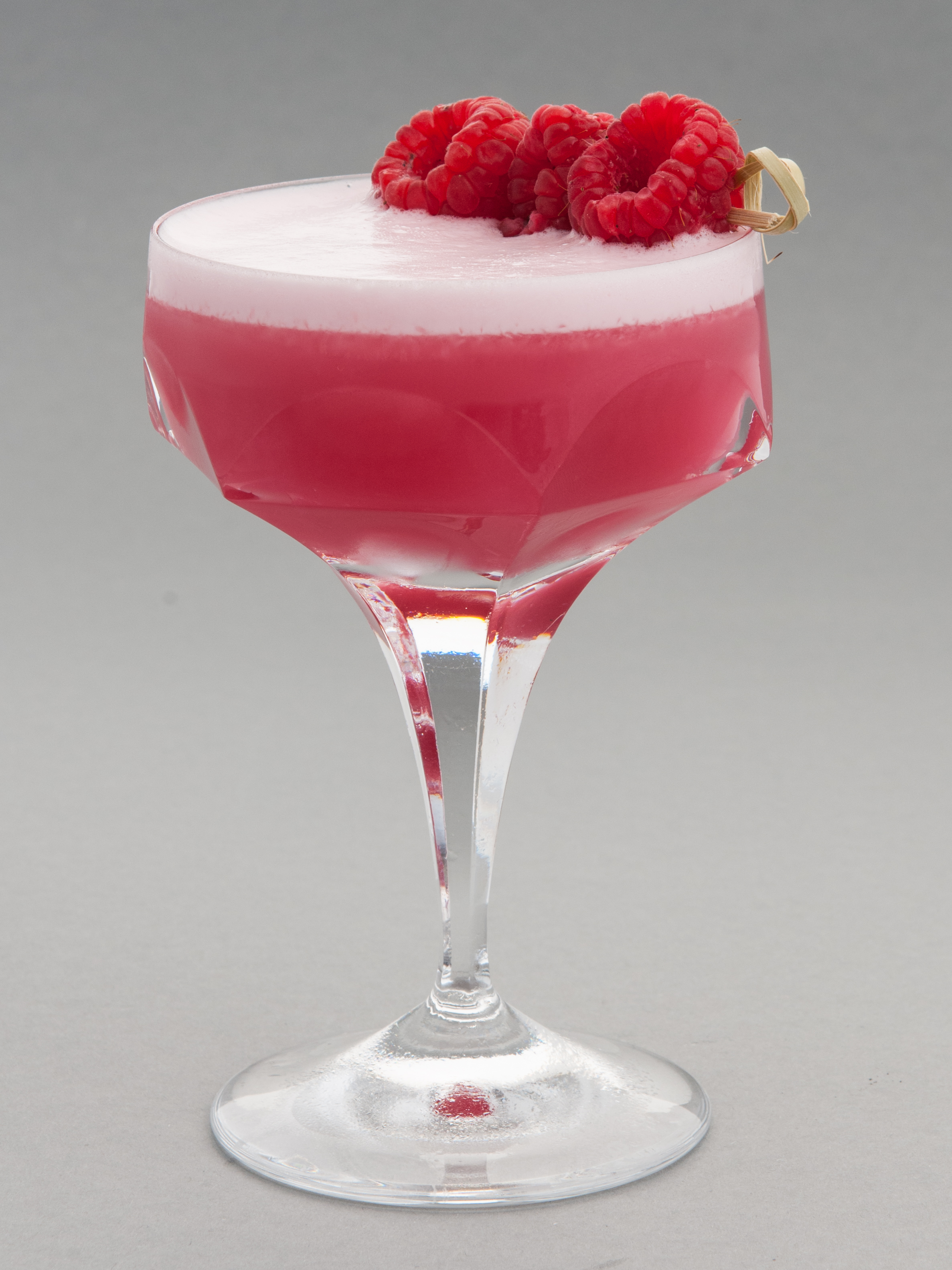
Clover Club

Pink Lady ist ein klassischer, auf Basis von Gin zubereiteter Cocktail, dessen rosa Farbe (engl. pink) durch die Hinzugabe von Grenadine entsteht.

## Zubereitung und Varianten
Es existieren verschiedene weit verbreitete Varianten der Pink Lady, die jedoch alle die Verwendung von Gin, Grenadine und Eiklar gemeinsam haben. Diese drei Zutaten bilden zugleich auch schon die einfachste Variante. So schreibt das Cafe Royal Cocktail Book in seiner Ausgabe von 1937, dass man ein Glas Gin, einen Esslöffel Grenadine und das Eiklar von einem Ei mit Eis in einem Cocktail-Shaker gibt, gut durchschüttelt und danach in ein mittelgroßes Glas ohne das Eis abseiht. Dasselbe Rezept findet sich auch im Wordsworth Dictionary of Drink.
Gelegentlich wird zu diesem Basisrezept auch noch etwas Zitronensaft hinzugegeben. Diese Kombination aus Gin, Grenadine, Zitronensaft und Eiklar wird in vielen Barbüchern auch als Clover Club geführt. Einige Autoren fügen dann noch Applejack (Apfel-Brandy) hinzu und sehen diese Variante als die „echte“ Pink Lady an, deren spezieller Geschmack erst durch die Hinzugabe von Applejack erzeugt wird und weniger süß als die anderen  „falschen“ Varianten ist. Der Applejack dessen Geschmack und Herstellung sich im Verlauf der letzten 100 Jahre stark verändert hat, kann auch durch einen anderen Apfel-Brandy ersetzt werden, so wird in einigen deutschen Cocktailbüchern zum Beispiel Calvados verwandt.
Eine cremige Variante, die seit den 1920er Jahren existiert, fügt dem Basisrezept noch Sahne zu. In New Orleans war sie zur Zeit der Prohibition auch unter dem Namen Pink Shimmy bekannt. Darüber hinaus gibt es auch Sahnevarianten, bei denen außer Sahne zum Basisrezept noch Zitronensaft hinzukommt oder in denen die Sahne das Eiklar aus dem Basisrezept ersetzt. Die Variante mit Zitronensaft wird gelegentlich auch als Pink Rose bezeichnet.
Der Cocktail wird stets mit Eiswürfeln geschüttelt und „straight up“, also ohne Eis in einer Cocktailschale serviert. Im Glas wird das fertige Getränk dann oft noch mit einer Kirsche garniert.

## Geschichte
Die Erfindung der Pink Lady wird gelegentlich der Raumgestalterin und Gesellschaftsdame Elsie de Wolfe (1865–1950) zugeschrieben. Allerdings weicht das mit ihr verbundene Rezept, das auch als Lady-Mendl-Cocktail bekannt ist, stark von den üblichen Rezepten der Pink Lady ab. Die Basis besteht zwar auch hier aus Gin, aber statt Grenadine und Eiklar werden dort Grapefruitsaft und Cointreau hinzugegeben. Der Name des Cocktails wird zudem auf das damals populäre gleichnamige Musical von Ivan Caryll zurückgeführt, welches 1911 am Broadway aufgeführt wurde. Während der Prohibition war der Cocktail bereits weit verbreitet und seine Kombination von Gin und Grenadine wurde Vorbild für eine ganze Reihe von weiteren „Pink“-Cocktails. In New Orleans wurde zu dieser Zeit eine cremige Variante der Pink Lady, der Pink Shimmy, im Southern Yacht Club serviert. Ihr Rezept ging auf Armond Schroeder, einen Angestellten des Clubs, zurück. Ein Grund für die Popularität der Pink Lady zur Prohibitionszeit lag vermutlich darin, dass der zu dieser Zeit verwendete Gin oft einen schlechten Eigengeschmack hatte und daher ein Bedarf bestand, ihn durch weitere Zutaten aufzubessern.
Spätestens seit den 1930er Jahren entwickelte die Pink Lady eine Reputation als ein typisch „weiblicher“ Cocktail, was sowohl auf ihren Namen als auch auf ihre cremig-süßen Bestandteile zurückgeführt wurde, da letztere in Cocktail-Büchern wie Esquires Handbook for Hosts (1949) mit einem weiblichen Geschmack assoziiert wurden. Von dem Sexsymbol und Hollywoodstar Jayne Mansfield ist überliefert, dass sie vor dem Essen gerne eine Pink Lady trank. Männliche Kritiker beklagten oder verspotteten oft den „weiblichen“ Charakter des Cocktails und er landete zwischenzeitlich auch auf der Liste der zehn schlechtesten Cocktails des Esquire Magazins.